# Mohamed es-Senoussi
Ne doit pas être confondu avec Mohammed El-Senussi.
 (août 2015).
Si vous disposez d'ouvrages ou d'articles de référence ou si vous connaissez des sites web de qualité traitant du thème abordé ici, merci de compléter l'article en donnant les références utiles à sa vérifiabilité et en les liant à la section « Notes et références ».
Pour les articles homonymes, voir Senussi.
 Mohammed es-Senoussi, mort le 12 janvier 1911, est un seigneur de la guerre esclavagiste devenu sultan du Dar El-Kouti, dans le nord de la Centrafrique.

## Biographie

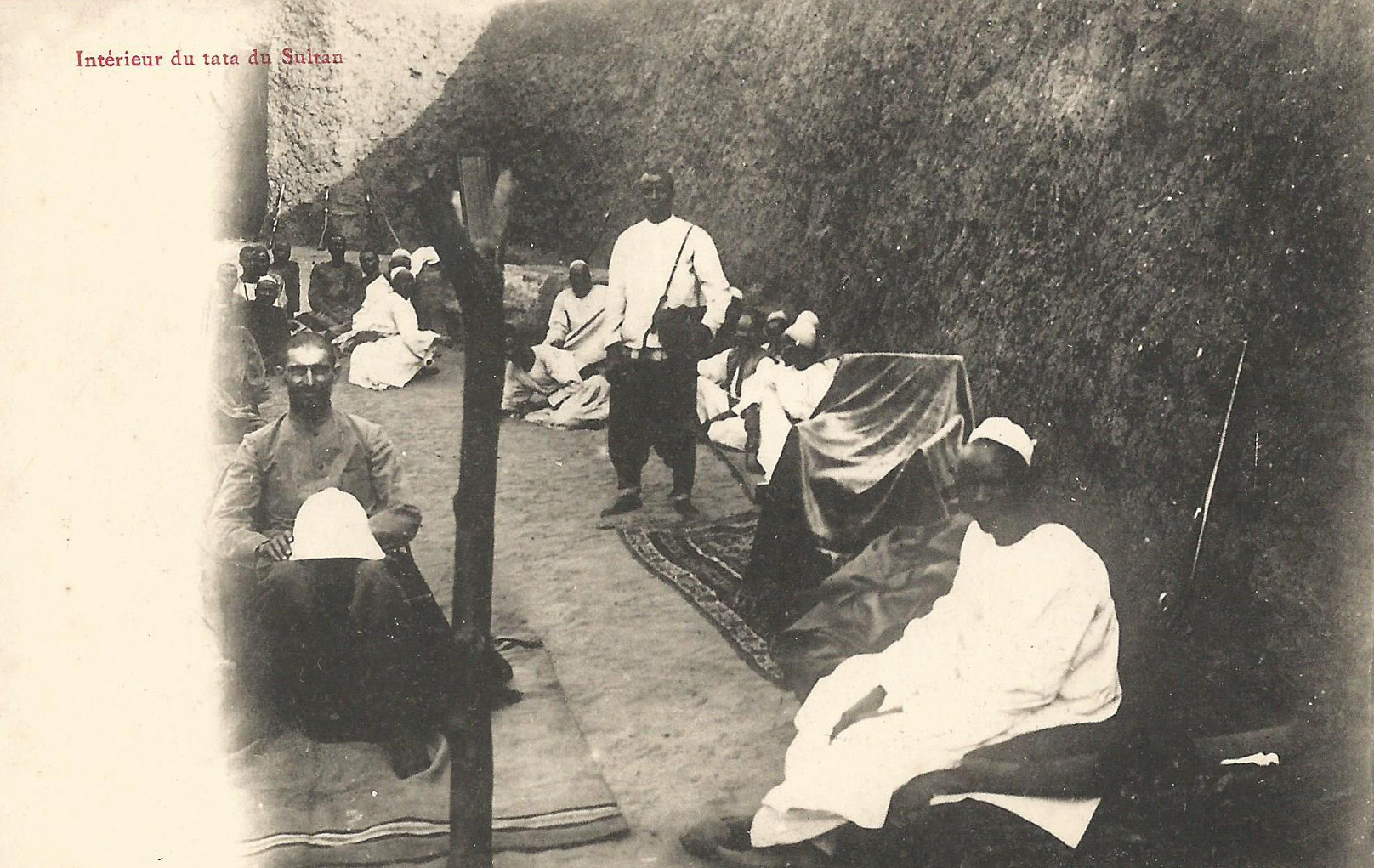
Intérieur du tata.

En 1890, Rabah, un seigneur de la guerre esclavagiste, attaque le chef musulman Kober dans le nord de l'Oubangui-Chari, le dépose et installe à sa place son neveu Mohamed es-Senoussi, à qui il confie Dar el-Kouti, dont la capitale est Ndélé. Il lui laisse des armes et des munitions. Il marie également son fils Fadlallah avec la fille de Mohammed es-Senoussi, Khadija. Mohammed et Rabah attaqueront ensemble le Dar Rounga (théoriquement musulman), les Kreich, les Goula et les Banda Ngao.
Mohammed el-Senoussi reste d'abord fidèle à Rabah. Toutefois, lorsque le Français Paul Crampel, à la tête d'une mission d'exploration, atteint son camp au mois d'avril 1891, le sultan, qui veut l'empêcher de continuer sa route jusqu'au Ouaddaï où il aurait pu rencontrer Rabah et le ravitailler en armes, le fait exécuter le 9 avril 1891 et s'approprie ses armes. Peu de jours après, il attaque un deuxième contingent, mené par Gabriel Biscarrat. Mohammed es-Senoussi récupère les armes et les munitions de cette deuxième mission, ce qui lui permet de mettre fin à sa dépendance de Rabah.
Il poursuivit ensuite ses raids esclavagistes le long de la rivière Ouaka, qui décimaient le pays banda, jusqu'en 1910, avec la complicité passive de la France. En 1897, il signe en effet un accord faisant du sultanat un protectorat avec un explorateur, Emile Gentil, qui deviendra plus tard commissaire général du gouvernement au Congo français.Il sera finalement tué par les Français en 1911.
Le Tata fortifié du sultan Sénoussi, son palais fortifié, a été édifié sur la colline surplombant la ville de Ndélé, à partir duquel il ravitaillait les marchés d'Afrique du Nord en esclaves.

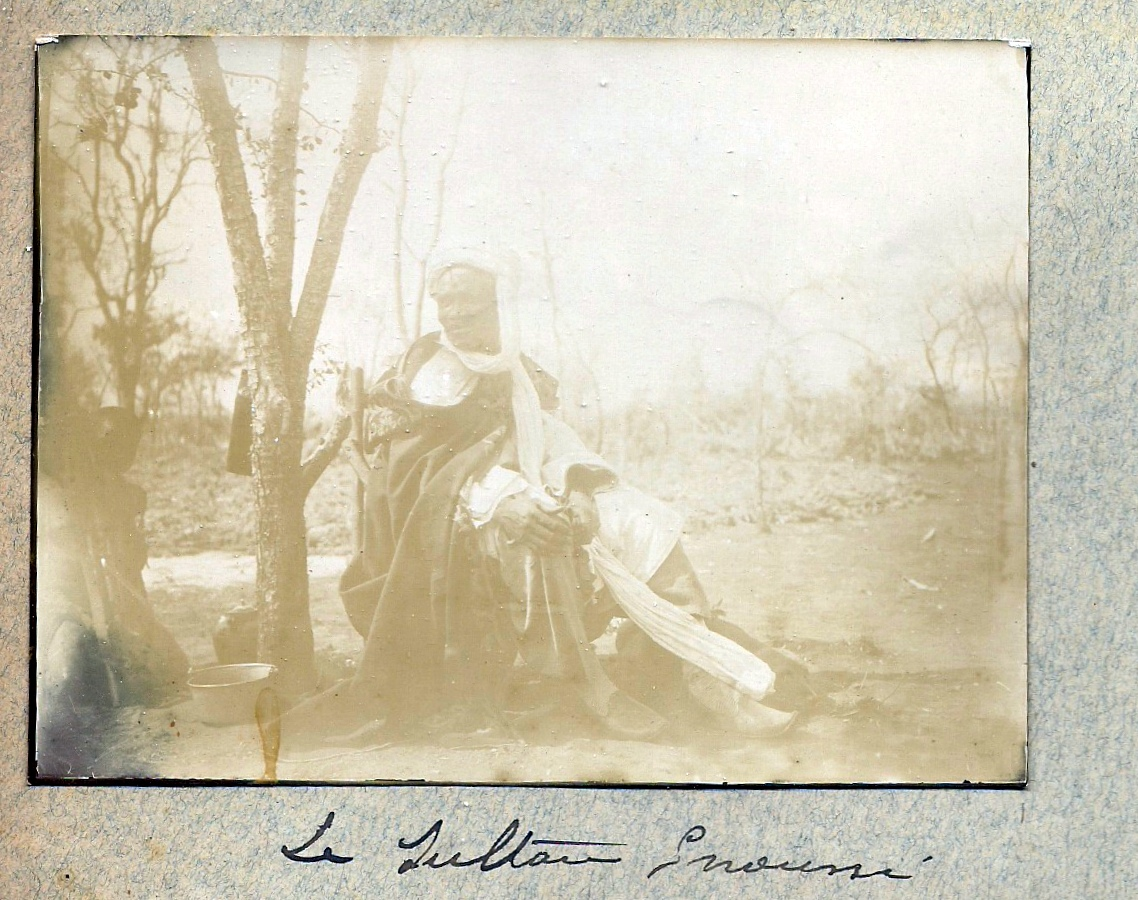
Le sultan Mohamed al-Senoussi en 1899 (photo prise par Toussaint Mercuri)

La première épouse de Mohamed es-Senoussi était Oum Diwan. Deux de ses fils étaient Djemel-Eddine et Kamoun.